# Barbara Geist
Barbara Geist (* 1983 in Bergisch Gladbach) ist eine deutsche Germanistin.

## Leben und Wirken
Barbara Geist studierte klinische Linguistik an der Universität Bielefeld und Germanistik an der Goethe-Universität Frankfurt am Main, wo sie 2012 zur Dr. phil. promoviert wurde. Nach verschiedenen Stationen als wissenschaftliche Mitarbeiterin war sie von 2017 bis 2020 Juniorprofessorin für „Deutsch als Zweitsprache“ am Herder-Institut der Philologischen Fakultät der Universität Leipzig. Anschließend wirkte sie bis 2023 als Akademische Rätin für Deutschdidaktik an der Pädagogischen Hochschule Freiburg und übernahm im Wintersemester 2022/23 eine Vertretungsprofessur für „Grammatik und Grammatikdidaktik“ an der Pädagogischen Hochschule Karlsruhe.
Im Sommersemester 2023 übernahm Geist die Vertretungsprofessur für „Didaktik des Deutschunterrichts: Sprachdidaktik“ an der Rheinland-Pfälzischen Technischen Universität Kaiserslautern-Landau (RPTU) in Landau. Seitdem ist sie Professorin für „Didaktik des Deutschunterrichts: Sprachdidaktik“ an der RPTU in Landau. Darüber hinaus fungiert sie als Gutachterin für verschiedene Fachzeitschriften und ist seit 2022 Mitherausgeberin der Zeitschrift Leseräume. Seit 2025 ist Geist geschäftsführende Leiterin des Zentrums für Lehrerbildung (ZLB) an der RPTU in Landau.
Ihre Forschungsschwerpunkte sind Schreibdidaktik, Schriftlinguistik, Spracherwerb und sprachliche Sozialisation.

## Schriften (Auswahl)
- mit Andreas Krafft: Deutsch als Zweitsprache: Sprachdidaktik für mehrsprachige Klassen (= Linguistik und Schule. Nr. 2). 2., aktualisierte  Auflage. Narr Francke Attempto Verlag, Tübingen 2019, ISBN 978-3-8233-8339-0.
- Sprachdiagnostische Kompetenz von Sprachförderkräften (= DaZ-Forschung : Deutsch als Zweitsprache, Mehrsprachigkeit und Migration. Nr. 3). De Gruyter Mouton, Berlin; Boston 2014, ISBN 978-3-11-030847-1.